# Annona neosericea
Annona neosericea är en kirimojaväxtart som beskrevs av H. Rainer. Annona neosericea ingår i släktet annonor, och familjen kirimojaväxter. Inga underarter finns listade i Catalogue of Life.